# Цвітове
Цві́тове — село в Україні, у Зіньківській міській громаді Полтавського району Полтавської області. Населення відсутнє. До 2020 орган місцевого самоврядування — Бірківська сільська рада.

## Географія
Село Цвітове знаходиться за 2 км від лівого берега річки Мужева Долина. На відстані 0,5 км розташоване село Гришки. По селу протікає пересихаючий струмок з загатою.

## Населення

### Мова
Розподіл населення за рідною мовою за даними перепису 2001 року:
| Мова      | Кількість | Відсоток |
| --------- | --------- | -------- |
| російська | 2         | 100%     |

## Історія
Жертвами голодомору 1932—1933 років стало 32 особи.
12 червня 2020 року, відповідно до розпорядження Кабінету Міністрів України № 721-р «Про визначення адміністративних центрів та затвердження територій територіальних громад Полтавської області», село увійшло до складу Зіньківської міської громади.
19 липня 2020 року, в результаті адміністративно - територіальної реформи та ліквідації Зіньківського району, село увійшло до складу новоутвореного Полтавського району Полтавської області.